# Corynostylis
Corynostylis é um género botânico pertencente à família Violaceae.

## Espécies
- Corynostylis albiflora
- Corynostylis arborea
- Corynostylis benthami
- Corynostylis berterii
- Corynostylis carthagenensis
- Corynostylis diandra
- Corynostylis guayanensis
- Corynostylis hybanthus
- Corynostylis loeflingii
- Corynostylis palustris
- Corynostylis pubescens
- Corynostylis volubilis